# Hiroya Saito
Hiroya Saito (Yoichi, 1 september 1970) is een voormalig Japans schansspringer. 

## Carrière
Saito won in 1995 de zilveren medaille tijdens de wereldkampioenschappen achter zijn landgenoot Okabe tijdens het zelfde toernooi won Saito met zijn ploeggenoten de bronzen medaille in de landenwedstrijd. Saito behaalde zijn grootste succes met het winnen van olympisch in eigen land tijdens de spelen van Nagano.

## Belangrijkste resultaten

### Olympische Winterspelen
| Editie | Plaats | Resultaten                                           |
| ------ | ------ | ---------------------------------------------------- |
| 1998   | Nagano | 9e grote schans · 49e grote schans · landenwedstrijd |

### Wereldkampioenschappen schansspringen
| Jaar | Plaats        | Resultaten                                            |
| ---- | ------------- | ----------------------------------------------------- |
| 1995 | Thunder Bay   | kleine schans · landenwedstrijd                       |
| 1997 | Trondheim     | 8e kleine schans · 11e grote schans · landenwedstrijd |
| 1999 | Bischofshofen | 9e grote schans                                       |

### Wereldkampioenschappen skivliegen
| Jaar | Plaats    | Resultaten                |
| ---- | --------- | ------------------------- |
| 1994 | Planica   | 32e individuele wedstrijd |
| 2000 | Vikersund | 37e individuele wedstrijd |

### Klassementen
| Seizoen   | Algm | 4S  |
| --------- | ---- | --- |
| 1993/1994 | 42e  | -   |
| 1994/1995 | 27e  | -   |
| 1995/1996 | 8e   | 4e  |
| 1996/1997 | 5e   | 5e  |
| 1997/1998 | 5e   | 13e |
| 1998/1999 | 23e  | 11e |
| 1999/2000 | 20e  | 33e |
| 2001/2002 | 63e  | -   |